# Golders Green
Pour les articles homonymes, voir Golders Green (homonymie).
Golders Green est un quartier londonien situé dans le district de Barnet.
Le quartier est un des centres de la communauté juive britannique. Il y a quelques synagogues à Golders Green, la plus vieille sur Dunstan Road, ouverte en 1921.